# Eric Prydz
Eric Prydz (Täby, Estocolm; 19 de juliol de 1976) és un DJ, productor de discos i músic suec. Va tenir un èxit primerenc en la seva carrera amb el senzill "Call on Me" de 2004, i posteriorment va triomfar també amb "Proper Education" el 2007 i "Pjanoo" el 2008. Al 2016 va publicar el seu primer àlbum d'estudi, Opus.

## Discografia
- «By Your Side / Mr. Jingles» (2001)
- «Bass-Ism / Groove Yard» (2001)
- «Tha Disco» (2002)
- «Slammin» (2003)
- «In and Out» (2004)
- «Call on Me» (2004)
- «Woz Not Woz» (2005)
- «Proper Education» (2006)
- «Pjanoo» (2008)
- «2Night» (2011)
- «Niton (The Reason)» (2011)
- «Every Day» (2012)
- «Liberate» (2014)
- «Tether» (2015)
- «Generate» (2015)
- «Opus» (2015)
- «Breathe» (2016)
- «Last Dragon» (2016)